# Bronisław Ritterman
Bronisław Ritterman – polski sportowiec pochodzenia żydowskiego.
Był wychowankiem i sportowcem Makkabi Kraków, gdzie uprawiał piłkę ręczną, hokej na lodzie oraz waterpolo. Był uważany za znakomitego zawodnika. Po podjęciu studiów w Gdańsku w 1936 był zawodnik Gedanii. Zasłynął pod koniec 1936, gdy w meczu hokejowej Gedanii z ówczesnym mistrzem Wolnego Miasta Gdańska, Deutscher Eislaufverein, zakończonym wynikiem 5:0 zdobył wszystkie pięć goli dla swojej drużyny.